# Sorbus keissleri
Sorbus keissleri är en rosväxtart som först beskrevs av Camillo Karl Schneider och som fick sitt nu gällande namn av Alfred Rehder.
Sorbus keissleri ingår i släktet oxlar och familjen rosväxter. Inga underarter finns listade i Catalogue of Life.